# Skopunar kommuna
Skopunar kommuna is een gemeente in het noordwesten van het eiland Sandoy, op de Faeröer. De gemeente omvat slechts één plaats: Skopun.